# Asiotmethis bifurcatus
Asiotmethis bifurcatus is een rechtvleugelig insect uit de familie Pamphagidae. De wetenschappelijke naam van deze soort is voor het eerst geldig gepubliceerd in 1994 door Liu & Bi.